# Červená Karkulka (fotografie)
Červená Karkulka (anglicky The Little Red Riding Hood) je inscenovaná fotografie pořízená v srpnu 1857 anglickým spisovatelem a fotografem Lewisem Carrollem (Charles Lutwidge Dodgson, 1832–1898) zobrazující Agnes Grace Weldovou (1849–1915) na pohádkové téma o Červené Karkulce.

## Původ a osud fotografie
Velikost fotografie je 137 x 93 mm. Fotografie byla v osobním albu Carrolla č. 1 na straně 24, její ID je Z-PH-LCA-I.24. V současné době je uchována ve sbírce Princetonské univerzitní knihovny.
Charles Dodgson fotografoval osmiletou Agnes Grace Weldovou v srpnu 1857 jako Červenou Karkulku s košem dobrot pro babičku. Později, v roce 1862, Carroll znovu fotografoval dívku s holubicí na stole. O měsíc později, 14. září, Carroll navštívil básníka Alfreda Tennysona v Tent Lodge. Do deníku si zapsal: „Doma byla jen paní Tennysonová, poslal jsem svou vizitku a tužkou jsem přidal (pod své jméno) autor Agnes Grace a Červené Karkulky. Na základě toho jsem byl poctěn milým přivítáním a strávil jsem tam téměř hodinu...“

## Carrollova modelka
Na fotografii je Agnes Grace Weldová, neteř Alfreda Tennysona, jako Červená Karkulka. Narodila se 8. února 1849 v Somerset House, dcera historika a spisovatele Charlese Richarda Welda (1813–1869), který šestnáct let působil jako asistent sekretář a knihovník v Royal Society of London, a Anny Veld (rozené Selwood). Jako dítě opakovaně pózovala pro fotografie Lewise Carrolla, Julie Margaret Cameronové a Oscara Gustava Reylandera. Její teta (sestra matky) se stala manželkou Alfreda Tennysona, s touto rodinou si dívka a její rodiče udržovali blízký vztah. V březnu 1861 propukl skandál, když byl Agnesin otec donucen rezignovat na svou pozici v Královské společnosti. Charles Weld byl nalezen ve své kanceláři se ženou, která byla považována za prostitutku. Weld uvedl, že nebyla, ale byl nucena rezignovat. Později se stal partnerem v nakladatelství Lovell Augustus Reeve. V sedmnácti letech začala Agnes vykazovat známky těžké anorexie: byla velmi vyhublá a nějakou dobu byla na pokraji vyčerpání. Později Alfred Tennyson o Agnes dokonce řekl Waltu Whitmanovi: „Jednou omdlela a nikdo, kdo ji viděl, nevěřil, že přežije; ale pod dohledem dobrého lékaře se plně uzdravila, přibrala a vypadá svěžeji než kdykoli předtím.“ V roce 1869 Charles Weld zemřel a zanechal po sobě vdovu a dceru. Agnes Weldová se nikdy nevdala, svůj život zasvětila charitě a utratila za ni téměř celé své dědictví. V té době byla známou publicistkou a během svého života vydala čtyři knihy o náboženství a vzpomínkách na Alfreda Tennysona.

## Děj fotografie a její interpretace

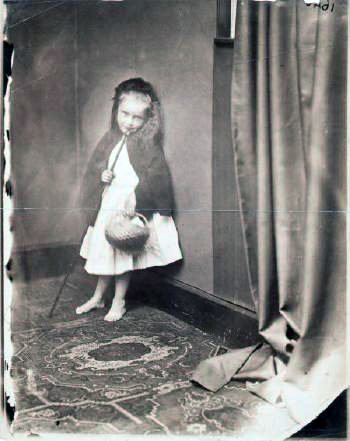
Lewis Carroll: Neznámá dívka jako Červená Karkulka, Oxford, květen 1868

Dvě nejslavnější verze příběhu z roku 1857, kterými se Carroll mohl řídit, patřily Charlesi Perraultovi a bratrům Grimmům. Perraultova pohádka vyšla v roce 1697 v Paříži v knize Tales of Mother Goose, an Stories and Tales of Bygone Times with Teachings. Perrault literárně zpracoval folklórní příběh, který byl v Evropě rozšířen již ve středověku. Ve folklórní verzi místo pozdějšího vlka obvykle zaujal vlkodlak (francouzsky bzou). Perrault nahradil vlkodlaka vlkem, odstranil motiv kanibalismu (ve folklórní verzi bzou zabije babičku, připraví jídlo z jejího těla a napije se její krve, oblékne se do babiččiných šatů, leží v posteli a když dívka přijde, bzou ji pozve k jídlu). Objeví se postava babiččiny kočky, která se snaží dívku varovat, že konzumuje pozůstatky babičky, ale bzou hodí po kočce dřeváky a zabije ji. Karkulka předstuje „rudou kápi“ (v originále Perrault zmiňuje jako „chaperon“, který v Perraultově době již ve městech vyšel z módy, ale na venkově zůstával a svou vzdornou barvou ukazoval dívčin nadměrně svobodný projev), kterou hrdinka začala nosit, představovala motiv dívky porušující slušnost veřejnosti, za kterou zaplatila. Poetický závěr vybízí dívky, aby si dávaly pozor na svůdníky.
Verze bratří Grimmů, napsaná podle vyprávění Marie Müllerové, která pracovala jako hospodyně v domě budoucí manželky Wilhelma Grimma, a podle jiné verze – od Jeanette Hassenpflugové, jejíž matka pocházela od Hugenotů vyhnaných z Francie za Ludvíka XIV. Vědci naznačují, že „Červená Karkulka“ se ve své verzi vrací k příběhu o Perraultovi. Bratři přidali dobrý konec: kolem projíždějící dřevorubci uslyší hluk, zabijí vlka, proříznou mu břicho a zachrání babičku i Červenou Karkulku. Tuto epizodu si lze půjčit z jiné německé pohádky Vlk a sedm dětí nebo ze hry Život a smrt Červené Karkulky, kterou napsal v roce 1800 německý romantický spisovatel Ludwig Tieck. V této verzi sexuální motivy zmizely. Grimmové, hluboce věřící lidé, viděli v Červené Karkulce symbol duchovního znovuzrození – sestupu do temnoty a transformace. Morálka příběhu je varováním pro neposlušné děti: „No, teď už nikdy neuteču z cesty v lese, neposlouchajíc příkazy své matky“.
Filosofka Sarah Boxer zaznamenala na fotografii „divoký“ výraz Červené Karkulky a přirovnává ji k vlkodlakovi v kresbě současné americké umělkyně Kiki Smith. Denis Denisoff poznamenává, že na Carrollově fotografii má Agnes Grace Weldová „hrozivé vlčí oči“, které touží sníst Červenou Karkulku. Pohled Agnes Grace zároveň směřuje k divákovi, takže se zdá, že by se měl stát předmětem agresivity dívky on. Jídlo v koši vypadá, podle jeho názoru, zastaralé a neskutečné – falešné předměty z divadelního představení, a ne jídlo.
Robert Douglas-Fairhurst tvrdí, že na svých raných fotografiích (včetně této) si Carroll z diváka dělá legraci. Použil vrozenou nejednoznačnost fotografie a vsadil na to, že fotografická kamera dokáže zachytit pouze určitý okamžik, ale nedokáže odhalit, co se stalo před nebo po něm. Použil také „speciální efekty“ (v chápání své doby), vytvořené umístěním skutečných lidí do fiktivních situací a interiérů. V Červené Karkulce zachytil Carroll kluzký střet mezi nevinností a nebezpečím. Dívka má na sobě tmavý plášť na bílých šatech, v ruce svírá proutěný koš s dobrotami, Agnes stojí na pozadí břečťanem pokryté zdi, která symbolizuje pohádkový les.
V lednu 1858, v rámci přípravy na 5. ročník výstavy Královské fotografické společnosti, kde se rozhodl ukázat tento inscenovaný portrét spolu se třemi dalšími svými fotografiemi, napsal doprovodné verše:
Báseň Lewise Carrolla „Červená karkulka“ (1858)

Forth went the happy child;

And, in its stillest solitude,

Talked to herself, and smiled;

And closer drew the scarlet Hood

About her ringlets wild.

And now at last she threads the maze,

And now she need not fear;

Frowning, she meets the sudden blaze

Of moonlight falling clear;

Nor trembles she, nor turns, nor stays,

Although the Wolf be near

Podle Douglase Fairhursta je báseň horší než fotografie v uměleckých výhodách. Výraz na tváři Agnes Weldové na obrázku lze číst jako zděšení (nebo jednoduše mrzutost), což z dívky dělá zajímavější postavu než podtržený klidný charakter Carrollovy básně. Literární kritik se domnívá, že fotoaparát je přibližně ve stejné výšce jako vlčí oči (zatímco dívčin pohled je nasměrován o něco výše než kamera), proto bychom se na ni měli dívat očima dravce. Podle jeho názoru to vypadá jako konfrontace mezi nevinností a hrozbou, při níž si sám divák musí vybrat, na které straně bude.
Carroll se k příběhu Červené Karkulky vrátil později v roce 1862 a vytvořil pohádkovou fotografii šestileté Constance Ellisonové. Tato fotografie postrádá zřetelnou dvojznačnost dřívější fotografie. V roce 2015 byla na aukci Heritage v Dallasu vystavena fotografie neznámé modelky Lewise Carrolla pořízená v květnu 1868 (Badcock Yard v Oxfordu) (šarže 74047), na které byla také zachycena v podobě Červené Karkulky.

## Galerie: Agnes Grace Weldová na fotografiích z 50. a 60. let

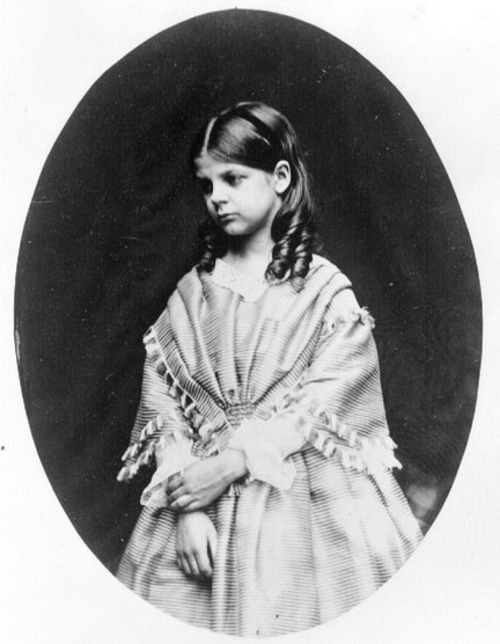
Lewis Carroll: Agnes Grace Weldová
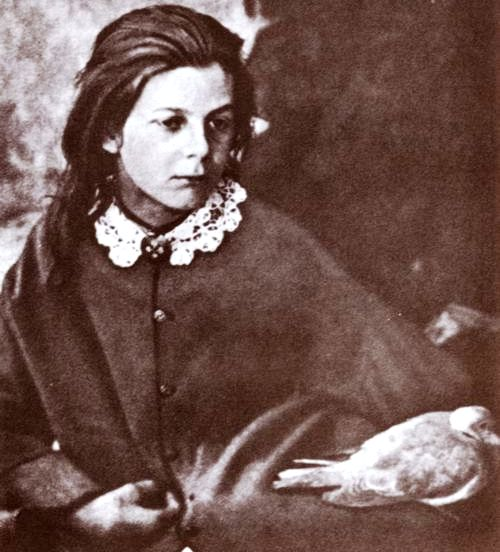
Lewis Carroll: Agnes Grace Weldová s holubicí, 1862
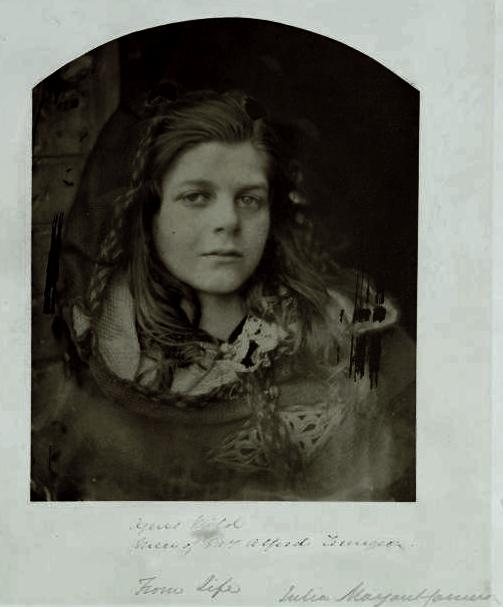
Julia Margaret Cameronová: Agnes Grace Weldová, 1864
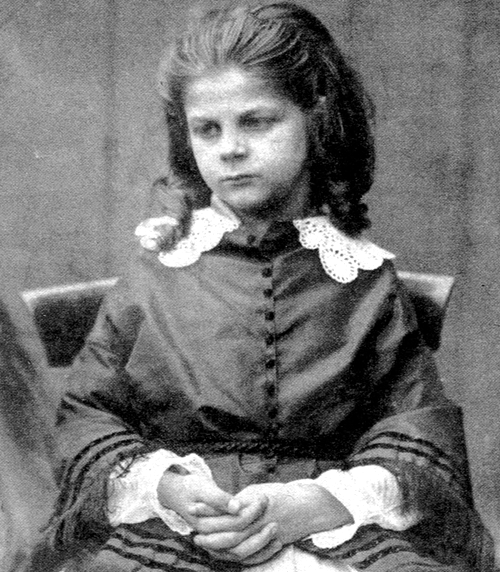
Oscar Gustave Rejlander: Agnes Grace Weldová s kadeřemi a krajkovým límcem, 1854
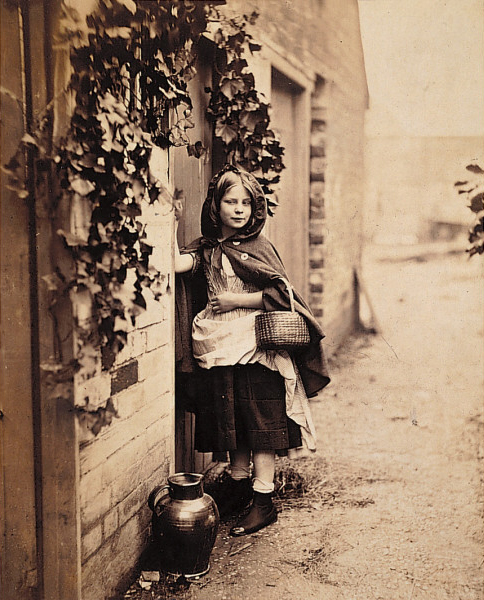
Henry Peach Robinson: Červená Karkulka dorazila ke dveřím své babičky, albuminový tisk, 1858, neznámá modelka